# Makaron (emulador)
Makaron es un emulador de código abierto (se supone puesto que está basado en un emulador de código abierto) de la Dreamcast programado utilizando el emulador Dcemu. El emulador en que está basado acabó en una versión beta que era utilizado, principalmente, para la depuración de proyectos utilizando KOS. Tras el comienzo del emulador, el nombre continuó siendo el mismo hasta que el emulador mejoró en gran medida para cambiar al actual nombre Makaron. Actualmente no se encuentra disponible ninguna versión para ser probada pero se puede encontrar noticias que se actualizan frecuentemente mostrando imágenes que demuestran sus mejoras. El 18 de enero del 2007, el emulador comienza, tras mostrar pantallas de inicio, imágenes ingame de los juegos siendo Soul Reaver y Zero Gunner los primeros juegos 3d en mostrar progresos mientras que el Vampire Chronicle es el primer juego en 2D y de Dreamcast que se mostró ingame. Actualmente, el emulador es capaz de ejecutar gran parte del catálogo de dreamcast sin apenas errores gráficos. 

## Historia
Poco a poco, dknute ha ido mostrando progresos del emulador comenzando a trabajar en el emulador sobre el verano del 2006 (el primer post realizado se realiza el 15 de julio del 2006).
- Hasta el 1 de noviembre del 2006 el creador nos comenta en tres posts el estado en el que se encuentra el emulador en las distintas partes hardware (unidades ARM, SH4, etc). El emulador muestra buen funcionamiento en distintos proyectos homebrew. Gracias a los progresos en el ARM7 se pueden ver progresos en las aplicaciones.
- El 6 de noviembre es capaz de llegar a la intro de la bios enseñando el logo de la Dreamcast. A partir de este progreso, consigue ejecutar más aplicaciones homebrew que necesitan más requerimientos como por ejemplo el Doom, Heretic, aplicaciones WindowsCE, FreeSCI. En este último post, que data del 23 de diciembre, el autor comenta sobre el cambio de nombre al actual.
- El 29 de diciembre consigue llegar al menú de la bios. El autor comenta diversos problemas con el lector.
- El 8 de enero del 2007, se consigue ejecutar el primer juego comercial, el Vampire Chronicles. Se pueden ver las primeras imágenes que muestran un buen aspecto en los personajes con algunos glitches en los fondos. En posts posteriores podemos ver como otros juegos llegan hasta la intro deduciendo una posible decente compatibilidad con gráficos 2D.
- El 17 de enero del 2007 se comienzan a ejecutar los primeros juegos en 3D como el zero gunner y el Soul Reaver. Se puede ver el intento del autor por conseguir mostrar gráficos en otros juegos como el Sword of the Berserk y el Love Hina.